# (37100) 2000 UH96
2000 UH96 (asteroide 37100) é um asteroide da cintura principal. Possui uma excentricidade de 0.07615690 e uma inclinação de 5.33065º.
Este asteroide foi descoberto no dia 25 de outubro de 2000 por LINEAR em Socorro.